# 印度灯心草
印度灯心草（学名：Juncus clarkei）是灯心草科灯心草属的植物。分布在印度、锡金以及中国大陆的西藏、云南等地，生长于海拔2,100米至2,300米的地区，多生于林缘和潮湿的草地上，目前尚未由人工引种栽培。

## 异名
- Juncus clarkei Buchen. var. marginatus A. Camus